# Мотякино (Московская область)
Мотякино — деревня в городском округе Домодедово Московской области.

## География
Находится в южной части Московской области на расстоянии приблизительно 16 км на юго-восток по прямой от железнодорожной станции Домодедово.

## История
Известна с 1629 года, когда была отмечена как Мотяйкино с 6 дворами и 8 жителями.

## Население
Постоянное население составляло 9 человек в 2002 году (русские 89 %), 10 в 2010.